# 어둠은 걷히고
어둠은 걷히고(Kauas Pilvet Karkaavat, Drifting Clouds)는 핀란드에서 제작된 아키 카우리스마키 감독의 1996년 코미디, 드라마 영화이다. 카티 오우티넨 등이 주연으로 출연하였고 아키 카우리스마키 등이 제작에 참여하였다.

## 출연

### 주연
- 카티 오우티넨
- 카리 바나넌

### 조연
- 클라스 오브 브룬
- 사카리 쿠오스마넨

## 제작진
- 미술: 마르쿠 파틸라